# Fridolfing
Fridolfing è un comune tedesco di 4 166 abitanti, situato nel land della Baviera.